# Kudjape
Kudjape – wieś w Estonii, w prowincji Saare, w gminie Lääne-Saare. Pod koniec 2004 roku wieś zamieszkiwały 463 osoby.